# جون بلاك (سياسي)
جون بلاك (بالإنجليزية: John Black)‏ هو سياسي أسترالي، ولد في 26 يناير 1952 بسيدني في أستراليا. حزبياً، نشط في حزب العمال الأسترالي. وقد انتخب عضو مجلس الشيوخ الأسترالي ‏ عن دائرة كوينزلاند (1 ديسمبر 1984 – 30 يونيو 1990).